# Dražen Petrović
Dražen Petrović (Šibenik, 22. listopada 1964. – Denkendorf, Bavarska, 7. lipnja 1993.), bio je hrvatski košarkaš.  
Bio je jedan od najvećih hrvatskih i svjetskih košarkaša te je uvršten među 50 osoba koje su najviše pridonijele Euroligi. Spada u red najvećih hrvatskih sportaša. Smatra se predvodnikom vala europskih košarkaša u NBA.

## Početci karijere
Svoju sjajnu i trofejima ispunjenu karijeru počeo je sa svega 15 godina kada ga je trener prvoligaškog kluba Šibenke ubacio u igru nakon čega se javnost po prvi puta upoznala s izvanrednim igračem koji će desetljeće poslije obilježiti europsku i svjetsku košarku. Dražen je počeo igrati nakon što je starijem bratu Aleksandru skupljao i dodavao lopte na njegovim treninzima. Ostajao bi poslije treninga sam u dvorani i šutirao sve dok ne padne noć. Kad je počeo igrati u šibenskim kadetima, svoju minutažu za trening samostalno je produljivao i do kasnih sati. Prije škole dolazio je u praznu dvoranu i trenirao, a poslijepodnevni trening zadnji je napuštao. Nevjerojatan talent i nesvakidašnja radišnost za tako malog dječaka nije mogla promaći i vrhunskim stručnjacima. Već tada prognozirali su mu vrhunsku karijeru zamijetivši kako je već u ranoj dobi sposoban preuzeti svu odgovornost za svoju momčad i ako treba, utakmicu riješiti sam.

## Karijera u Europi
Iako su se za punoljetnog Dražena borili mnogi klubovi iz bivše Jugoslavije, on je potpisao za zagrebačku Cibonu, klub u kojem je igrao njegov brat Aleksandar. Cibonu je odveo dva puta na tron Europe, a u dvije sezone bio je i najbolji europski igrač. Tada prelazi u španjolsku momčad Real Madrid, gdje su ga suigrači i gledatelji štovali jer je i tu momčad ovjenčao trofejima.
U tom razdoblju Dražen je bio i vođa jugoslavenske košarkaške reprezentacije s velikim uspjehom; ističu se pobjeda na Svjetskom prvenstvu u Argentini 1990. godine i zlatna medalja na Europskom prvenstvu u Zagrebu 1989. godine.

## NBA karijera
Fenomenalne igre u Europi nisu ostale nezamijećene među skautima sjevernoameričke profesionalne lige. Košarkašku zvijezdu iz Hrvatske privoljeli su u svoje redove 1990. godine kada je Dražen postao član Portland Trail Blazersa. Real Madrid ga u početku uopće nije želio pustiti u NBA ligu, pozivajući se na ugovor između španjolskih klubova i NBA lige, kojim se reguliraju prijelazi igrača. Dražen je podnio sudsku tužbu i nakon presude u njegovu korist mogao je igrati za Portland Trail Blazerse. Tada su glavni igrači kluba bili Clyde Drexler, Terry Porter, Jerome Kersey i Kevin Duckworth. Premda je prve sezone zbog politike unutar kluba više sjedio na klupi no što je igrao, svoj je izniman talent iskazao dvije godine poslije u New Jersey Netsima. Ne samo što je 1992. godine bio najbolji šuter momčadi (pogotovo trica), nego i najbolji Europljanin koji je dotad igrao u NBA ligi. Još jedan trofej bio je i onaj najboljeg braniča pucača NBA te sezone. Te je godine Dražen hrvatsku reprezentaciju odveo do najsjajnijeg uspjeha, srebra na Olimpijadi u Barceloni, i to u završnom srazu s jedinim pravim Dream Teamom za kojeg su igrali najbolji predstavnici NBA, te ujedno neki od najboljih košarkaša u povijesti košarke – Michael Jordan, Larry Bird, Magic Johnson, Scottie Pippen, Charles Barkley i ini.

## Tragična smrt
Draženov američki uzlet i divljenje koje su kod Amerikanaca izazvale njegove igre prekinula je prometna nesreća, 7. lipnja 1993. godine oko 17:20 sati, u kojoj je Dražen izgubio život u 29. godini, u naponu svoje karijere. Smrt „Amadeusa, košarkaškog Mozarta“, odjeknula je kao prava eksplozija u javnosti.
Za upravljačem je bila Draženova tadašnja djevojka, njemačka manekenka mađarskog podrijetla Klara Szalantzy, a u automobilu se nalazila i turska košarkašica Hilal Edebal, koja je završila s teškim ozljedama mozga; poginuo je samo Dražen koji je u sudaru izletio kroz vjetrobransko staklo. Dražena i Klaru upoznala je zajednička prijateljica u New Yorku, a vrlo brzo Dražen i Klara postali su par. Nekoliko godina nakon Draženove pogibije Klara Szalantzy udala se za njemačkog nogometaša Olivera Bierhoffa.
Na početku NBA sezone 1993./1994. Draženov dres s brojem 3 umirovljen je i podignut pod krov dvorane New Jersey Netsa. Tadašnji trener Netsa Chuck Daly na ceremoniji rekao je:
»Ne znam može li se uopće riječima opisati što je Dražen značio ovome klubu, emocionalno, fizički i na ostale načine. Svi ćemo zauvijek pamtiti ono što smo upravo vidjeli na ekranu, taj osmijeh, taj osjećaj, taj natjecateljski duh, i sa stanovišta košarke izbačaj lopte prema košu. Nikad ga nećemo zaboraviti.«

## Naslijeđe
Jednostavan, pomalo samozatajan i skroman za popularnost kakvu je uživao, pomagao je nesebično običnim ljudima koje nije ni poznavao. Svjedoci tvrde da je usred jedne kišne zagrebačke noći zamotan u kabanicu s kapuljačom pomagao gurati automobil koji je zastao i pri tom nije skidao kapuljaču, da ga ne prepoznaju. Svojoj domovini obol je dao u nekoliko navrata početkom 90-ih godina 20. stoljeća, tiho prosvjedujući ispred zgrade Ujedinjenih naroda zbog ratne agresije koja je tada pogodila Hrvatsku. Bio je omiljen u društvu onih koji su znali što je košarka i iako je znao kao beskompromisni razarač tuđih koševa uništavati protivnike, svi su se divili njegovoj igri, sportskom ponašanju i karizmi što se rijetko viđa.
Kao igrač dobio je Državnu nagradu za šport "Franjo Bučar" 1992., a posmrtno je, ovaj put za životno djelo, dobio istu nagradu 2002. godine.
Hrvatski olimpijski odbor je 1995. godine poklonio Olimpijskom muzeju u Lausanni spomenik Draženu Petroviću. Rad kipara Vaska Lipovca postavljen je u parku ispred Olimpijskog muzeja.
Uvršten u Košarkašku Kuću slavnih 2002. godine.
Godine 2006. u njegovu čast u Zagrebu otvoren je muzej i memorijalan centar "Dražen Petrović", uz košarkašku dvoranu koja također nosi njegovo ime.
Nagradu koja nosi njegovo ime Hrvatski olimpijski odbor ustanovio je 2006. godine, a namijenjena isključivo mladim sportašima, sportašicama, te muškim i ženskim ekipama za izvanredne sportske rezultate i sportski razvoj.
U Šibeniku je 22. listopada 2011. na Baldekinu otkriven brončani Draženov odljevak akademskog kipara Kažimira Hraste, koji prikazuje košarkaša u njegovoj prvoj fazi karijere kako sjedi na klupi s košarkaškom loptom među nogama. Istoga je dana otvoren i Spomen muzej koji je na inicijativu Biserke Petrović uređen u Draženovom stanu na obližnjem gradskom predjelu Buale.
Tijekom Europskog prvenstva u košarci 18. rujna 2013. godine Dražen Petrović izabran je za najboljeg europskog košarkaša svih vremena u izboru kojeg je organizirao portal posvećen košarci HoopsHype.com. U izboru je anketirano 38 košarkaša s Eurobasketa u Sloveniji koji su trebali navesti pet najboljih europskih košarkaša svih vremena. Dražen Petrović, koji je bio prvak svijeta i Europe, te je dva puta osvajao Euroligu i dva puta srebro na olimpijskim igrama, sakupio je najviše glasova, a osim njega od Hrvata među 16 najboljih su i Toni Kukoč na sedmom mjestu, te Dino Rađa na 16.

## Kratki pregled športske karijere
- 1977. godina
  - Dražen počinje s košarkaškim treninzima.
- 1979. godina
  - Dražen počinje igrati za kadete te u isto vrijeme trenira s prvom seniorskom momčadi. Njegov brat Aleksandar odlazi u Cibonu Zagreb.
- 1980. godina
  - Juniorska jugoslavenska reprezentacija – Juniorsko europsko prvenstvo u Turskoj: Dražen osvaja brončanu medalju.
- 1981. godina
  - Kadetska jugoslavenska reprezentacija – Kadetsko balkansko prvenstvo u Grčkoj: Dražen osvaja zlatnu medalju
  - Kadetska reprezentacija – Kadetsko europsko prvenstvo u Grčkoj: Dražen osvaja 5. mjesto
  - Dražen se polaku ustaljuje u prvoj momčadi Šibenke.
- 1982. godina
  - Šibenka Finale Kupa Koraća – Šibenka gubi od Limogesa. Dražen u početnoj postavi.
  - Juniorska jugoslavenska reprezentacija – Juniorsko europsko prvenstvo u Grčkoj: Dražen osvaja zlatnu medalju.
  - Jugoslavenska reprezentacija: Prva utakmica za reprezentaciju protiv Italije.
- 1983. godina
  - Šibenka – finale državnog prvenstva: Dražen pogađa dva slobodna bacanje i donosi Šibenci prvi naslov prvaka države. Dva dana kasnije prvenstvo joj je oduzeto i dodijeljeno Bosni za zelenim stolom.
  - Šibenka: Dražen predvodi Šibenku u drugo finale Kupa Koraća, ali opet gube od Limogesa.
- 1984. godina
  - Dražen prelazi u Cibonu Zagreb.
  - Olimpijske igre u Los Angelesu. Dražen osvaja brončanu medalju. Trener Mirko Novosel.
- 1985. godina
  - Grčka: Europsko klupsko finale, Cibona pobjeđuje Real Madrid 87:78. Dražen postiže 36 koševa.
  - Finale državnog play-offa: Cibona – Crvena zvezda Beograd 2:1. Utakmica #1 – 97:88; Utakmica #2 – 89:92; Utakmica #3 – 119:106. Dražen postiže 32 koša u trećoj utakmici.
  - Finale Kupa: Cibona pobjeđuje Jugoplastiku Split 104:83. Dražen postiže 39 koševa.
  - Sveučilišne igre u Japanu: peto mjesto. Trener: Krešimir Ćosić
- 1986. godina
  - Cibona: Klupsko europsko finale u Budimpešti, Cibona pobjeđuje Žalgiris Kaunas 94:82. Dražen postiže 22 koša.
  - Finale Kupa: Cibona pobjeđuje Bosnu Sarajevo 110:98. Dražen postiže 46 koševa.
  - Finale državnog play-offa: Cibona izgubila od Zadra 1:2. Cibona završila sezonu s 21 pobjedom i 1 porazom. Utakmica #1 – 84:70; Utakmica #2 -73:84; Zadar je pobijedio Cibonu u trećoj utakmici nakon produžetaka 110:111
  - Jugoslavenska reprezentacija – Svjetsko prvenstvo u Španjolskoj. Dražen osvaja brončanu medalju. Trener Krešimir Ćosić.
  - Izabran od Portland Trail Blazersa u trećem krugu – sveukupno 60 izbor.
- 1987. godina
  - Cibona: Državno prvenstvo. Iako je Cibona srušila vlastiti rekorod s 22 pobjede i nula poraza, poražena je u polufinalu protiv Crvene zvezde s 2:1. Utakmica #1 – 92:74. Utakmica #2 – 92:94. Utakmica #3 – 103:104. Dražen postiže 48 koševa u trećoj utakmici.
  - Finale Europskog kupa: Cibona pobjeđuje Scavolini iz Pesara 89:74. Dražen postiže 28 koševa.
  - Sveučilišne igre u Zagrebu. Dražen osvaja zlatnu medalju.
  - Jugoslavenska reprezentacija – Europsko prvenstvo u Grčkoj. Dražen osvaja brončanu medalju. Trener Krešimir Ćosić

- 1988. godina
  - Cibona Finale Kupa: Cibona pobjeđuje Jugoplastiku 82:80.
  - Finale Kupa Koraća: Cibona izgubila od Real Madrida.
  - OI u Seoulu 1988:  osvojena srebrna medalja. Trener Dušan Ivković.
  - Dražen prelazi u Real Madrid.
- 1989. godina
  - Real Madrid Finale Kupa Španjolske: Real pobjeđuje Barcelonu
  - Državno prvenstvo Španjolske: Real Madrid je izgubio petu odlučujuću utakmicu protiv Barcelone.
  - Finale europskog kupa: Real pobjeđuje Snaidero iz Caserte. Dražen postiže 62 koša.
  - Jugoslavenska reprezentacija – Europsko prvenstvo u Zagrebu: Dražen osvaja zlatnu medalju. Najbolji igrač prvenstva.
- 1990. godina
  - Dražen prelazi u Portland Trail Blazerse, nije previše igrao prvu sezonu u NBA. U prosjeku 12,6 minuta te 7,6 koševa po utakmici.
  - Jugoslavenska reprezentacija – Svjetsko prvenstvo u Buenos Airesu: Dražen osvaja zlatnu medalju. Trener Dušan Ivković
- 1991. godina
  - New Jersey Nets. Dražen prelazi u New Jersey Netse. Dražen igra u prosjeku 16,6 minuta te postiže 10,2 koševa po utakmici.
- 1992. godina
  - New Jersey Nets. Druga sezone u Netsima donijela je Draženu par priznanja: nominaciju za igrača koji je najviše napredovao u NBA. Dražen je predvodio Netse s 20,6 koševa po utakmici, te cijelu NBA ligu (braniče) s 50,8 posto šuta iz igre. Također, predvodio je Netse u postotku šuta iz igre s 50,8 posto te slobodnih bacanja 80,8 posto.
  - Hrvatska reprezentacija – Olimpijske igre u Barceloni: Dražen i Hrvatska osvojili su srebrnu medalju igrajući protiv Dream Teama predvođenog igračima kao što su Michael Jordan, Magic Johnson, Larry Bird...
- 1993. godina
  - New Jersey Nets. Najbolja sezone karijere. Izabran u treću postavu NBA. Predvodio sve braniče NBA u postotku šuta iz igre s 51,8 posto, te Netse u koševima (22,3), postotku šuta (51,8) i postotku slobodnih bacanja (87,0 posto). Najviše koševa u NBA ligi Dražen postiže protiv Houstona, 44 koša.
  - Hrvatska reprezentacija – Kvalifikacije za europsko prvenstvo: Draženova posljednja utakmica. Hrvatska – Slovenija (90:94, 6. lipnja 1993. godine, Dražen je postigao 30 poena) u Wroclawu, Poljska.[5]
- 2002. godina
  - Uvršten je u Košarkašku Kuću slavnih.

## Vanjske poveznice
- Muzejsko-memorijalni centar Dražen Petrović  Arhivirana inačica izvorne stranice od 25. ožujka 2021. (Wayback Machine) (hrv.)/(engl.)
- Članak o Draženu Petroviću iz NBA Hrvatska (u međumrežnoj pismohrani archive.org 24. prosinca 2008.)
- Članak o Draženu Petroviću iz Šibenika (u međumrežnoj pismohrani archive.org 28. prosinca 2008.)
- Profil Dražena Petrovića na Košarkaškoj dvorani slavnih (u međumrežnoj pismohrani archive.org 30. rujna 2007.) (engl.)
- Profil Dražena Petrovića na Naismith kući slavnih (u međumrežnoj pismohrani archive.org 16. ožujka 2009.) (engl.)

### Ostali projekti
|  | Zajednički poslužitelj ima još gradiva o temi Dražen Petrović |
|  | Wikicitati imaju zbirke citata o temi Dražen Petrović         |